# Poststraße 36 (Helmarshausen)

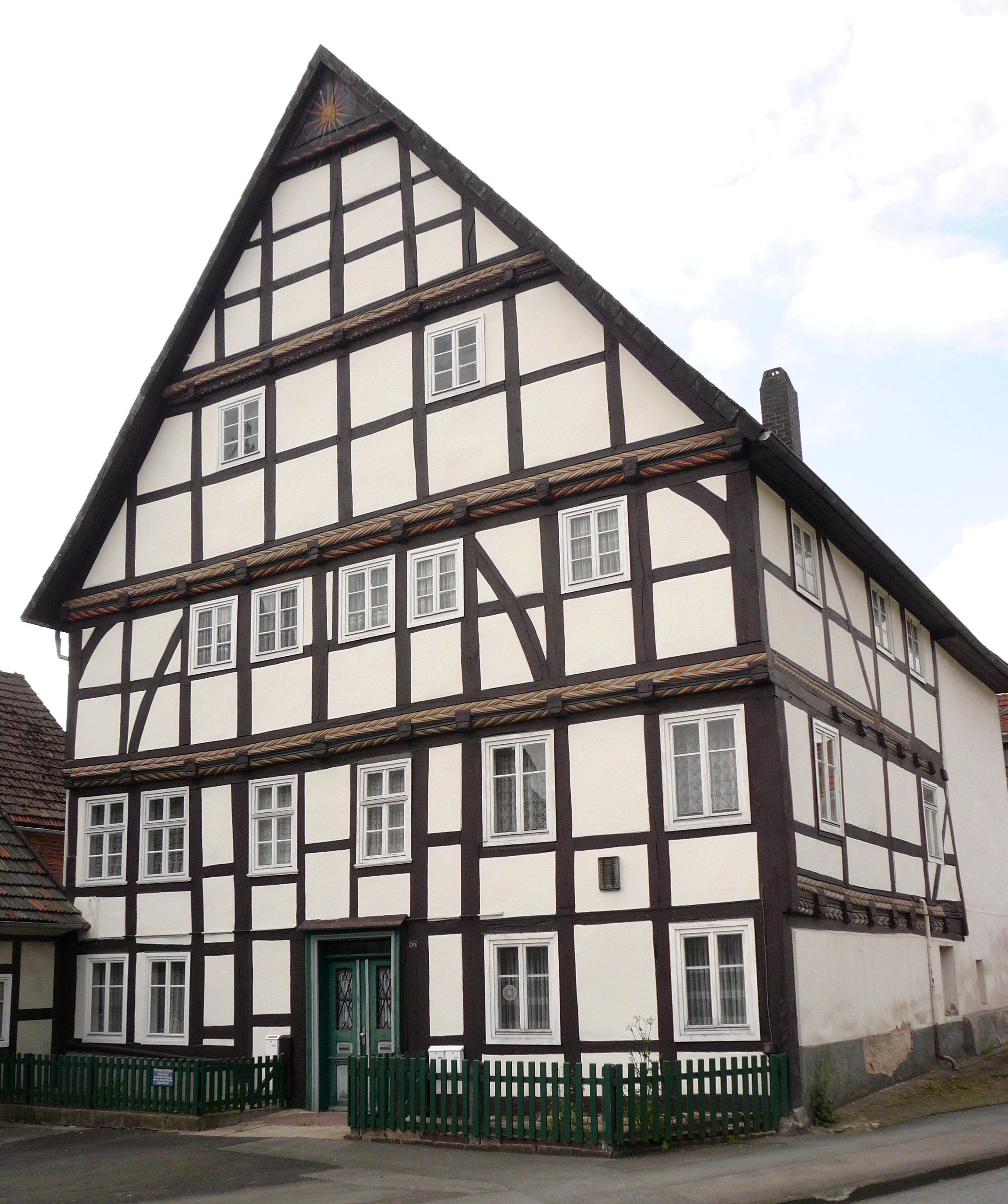
Gebäude Poststraße 36 in Helmarshausen

Das Gebäude Poststraße 36 in Helmarshausen, einem Stadtteil von Bad Karlshafen im nordhessischen Landkreis Kassel, wurde 1581 erbaut. Das Fachwerkhaus ist ein geschütztes Kulturdenkmal.
Der dreigeschossige Satteldachbau ist ein Ständerunterbau mit aufgesetztem Rähmgeschoss, der einen umlaufenden profilierten Geschossüberstand hat. Vom ursprünglichen Hauseingang sind nur noch Fragmente des Torrahmens mit gedrehtem Tauband und der Inschriftenbalken erhalten. In der Giebelspitze ist eine Sonne aufgemalt.  